# Comissari del Rei
El Comissari del Rei (en neerlandès, Commissaris van de Koning) és el president de la Diputació Provincial (Gedeputeerde Staten) i dels Estats Provincials (Provinciaale Staten) d'una província dels Països Baixos. També és la representació de l'estat als òrgans provincials.
El Comissari del Rei és elegit pel govern central per un període de sis anys, i només el govern el pot destituir durant aquest període. El comissari només té dret a vot en la Diputació Provincial, i com que la resta de l'executiu és elegit pels Estats Provincials (poder legislatiu), pot ser que la Diputació sorgida no combregui amb les propostes del comissari. El mètode d'elecció i les funcions del comissari són regulades a l'article IV de l'actual llei provincial. Entre d'altres, coordinen la prevenció i l'administració de desastres, visiten els municipis de la seva província, i és l'encarregat de recollir l'opinió de l'executiu municipal en cas que calgui de cercar un nou batlle i de recomanar un candidat al ministeri de l'interior (que és qui elegeix els batlles als Països Baixos).

## Noms
El nom canvia depenent de si el monarca és una dona (Comissari de la Reina, Commissaris van de Konningin, en neerlandès) o un home (Comissari del Rei, o Commissaris van de Koning). No obstant això, el nom utilitzat en la Constitució és el de Commissaris van de Koning. A la província de Limburg, el Comissari del Rei sovint s'anomena Governador (Gouverneur en neerlandès), com a Bèlgica i com s'anomenava el càrrec sota el Ducat de Limburg (1839-1866). De la mateixa manera, la seu de la Diputació (Provinciehuis en neerlandès) s'anomena gouvernement. Durant l'ocupació alemanya, els Comissaris del Rei s'anomenaven Comissaris Provincials (Commissaris der Provincie).

## Els comissaris per província
| Província        | Comissari(a)    | Partit | Data       |
| ---------------- | --------------- | ------ | ---------- |
| Brabant del Nord | Wim van de Donk | CDA    | 01-10-2009 |
| Drenthe          | Jetta Klijnsma  | PvdA   | 01-12-2017 |
| Flevoland        | Leen Verbeek    | PvdA   | 01-11-2008 |
| Frísia           | Arno Brok       | VVD    | 01-03-2017 |
| Gelderland       | John Berends    | CDA    | 06-02-2019 |
| Groningen        | René Paas       | CDA    | 18-04-2016 |
| Holanda del Sud  | Jaap Smit       | VVD    | 01-01-2014 |
| Holanda del Nord | Arthur van Dijk | VVD    | 01-01-2019 |
| Limburg          | Theo Bovens     | CDA    | 01-10-2011 |
| Overijssel       | Andries Heidema | CU     | 11-07-2018 |
| Utrecht          | Hans Oosters    | PvdA   | 01-02-2019 |
| Zelanda          | Han Polman      | D66    | 01-03-2013 |